# 규칙 위성

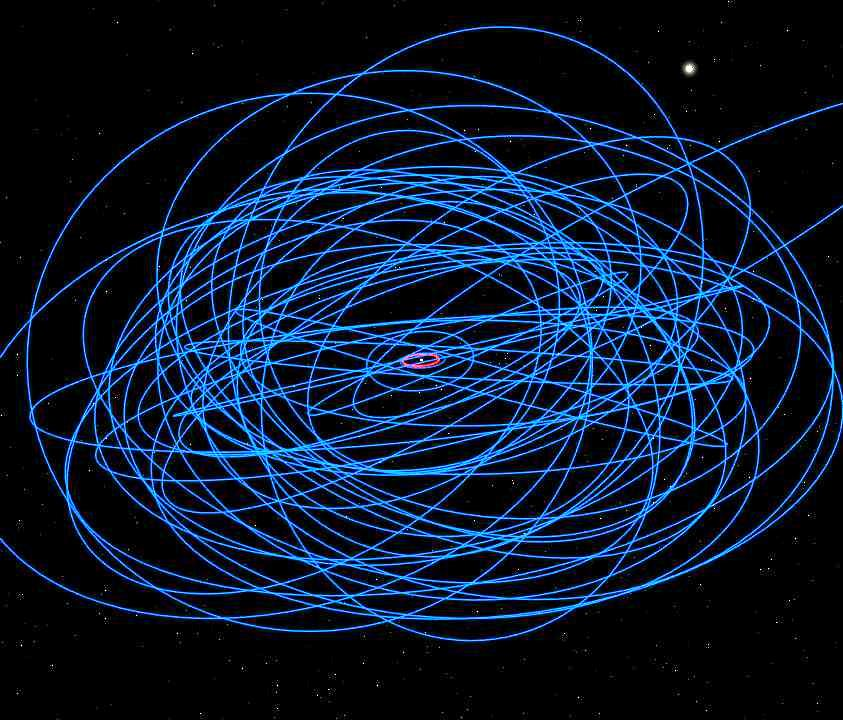
파란색: 토성의 불규칙 위성 궤도, 빨간색: 규칙 위성 타이탄의 궤도

규칙 위성은 모행성을 규칙적인 타원형 궤도를 그리며 공전하는 위성이다. 불규칙 위성과 달리 닫힌 공전궤도를 돈다.